# Леньов Олександр Іванович
Олександр Іванович Леньов (рос. Александр Иванович Ленёв, 25 вересня 1944, Сталіногорськ — 12 листопада 2021) — радянський футболіст, що грав на позиції захисника.
Виступав, зокрема, за клуб «Торпедо» (Москва), а також національну збірну СРСР.

## Клубна кар'єра
У дорослому футболі дебютував 1964 року виступами за команду клубу «Шинник», в якій провів 17 матчів чемпіонату.
Своєю грою за цю команду привернув увагу представників тренерського штабу клубу «Торпедо» (Москва), до складу якого приєднався 1965 року. Відіграв за московських торпедівців наступні шість сезонів своєї ігрової кар'єри. Більшість часу, проведеного у складі московського «Торпедо», був основним гравцем захисту команди.
Протягом 1971—1972 років захищав кольори команд клубів «Волга» (Горький) та «Торпедо» (Кутаїсі).
Завершив ігрову кар'єру у нижчоліговому клубі «Металург» (Тула), за команду якого виступав протягом 1973—1974 років.

## Виступи за збірну
1966 року дебютував в офіційних матчах у складі національної збірної СРСР. Протягом кар'єри у національній команді, яка тривала усього 3 роки, провів у формі головної команди країни 10 матчів.
У складі збірної був учасником чемпіонату Європи 1968 року в Італії.

## Титули
- Чемпіон СРСР (1):

«Торпедо» (Москва): 1965
- Володар Кубка СРСР (1):

«Динамо» (Москва): 1968